# Güglingen
Güglingen (MAF: /ˈɡyːɡlɪŋən/, posłuchajⓘ) – miasto w Niemczech, w kraju związkowym Badenia-Wirtembergia, w rejencji Stuttgart, w regionie Heilbronn-Franken, w powiecie Heilbronn, siedziba związku gmin Oberes Zabergäu. Leży w Zabergäu, nad rzeką Zaber, ok. 18 km na południowy zachód od Heilbronn na obszarze Parku Krajobrazowego Stromberg-Heuchelberg.

## Galeria

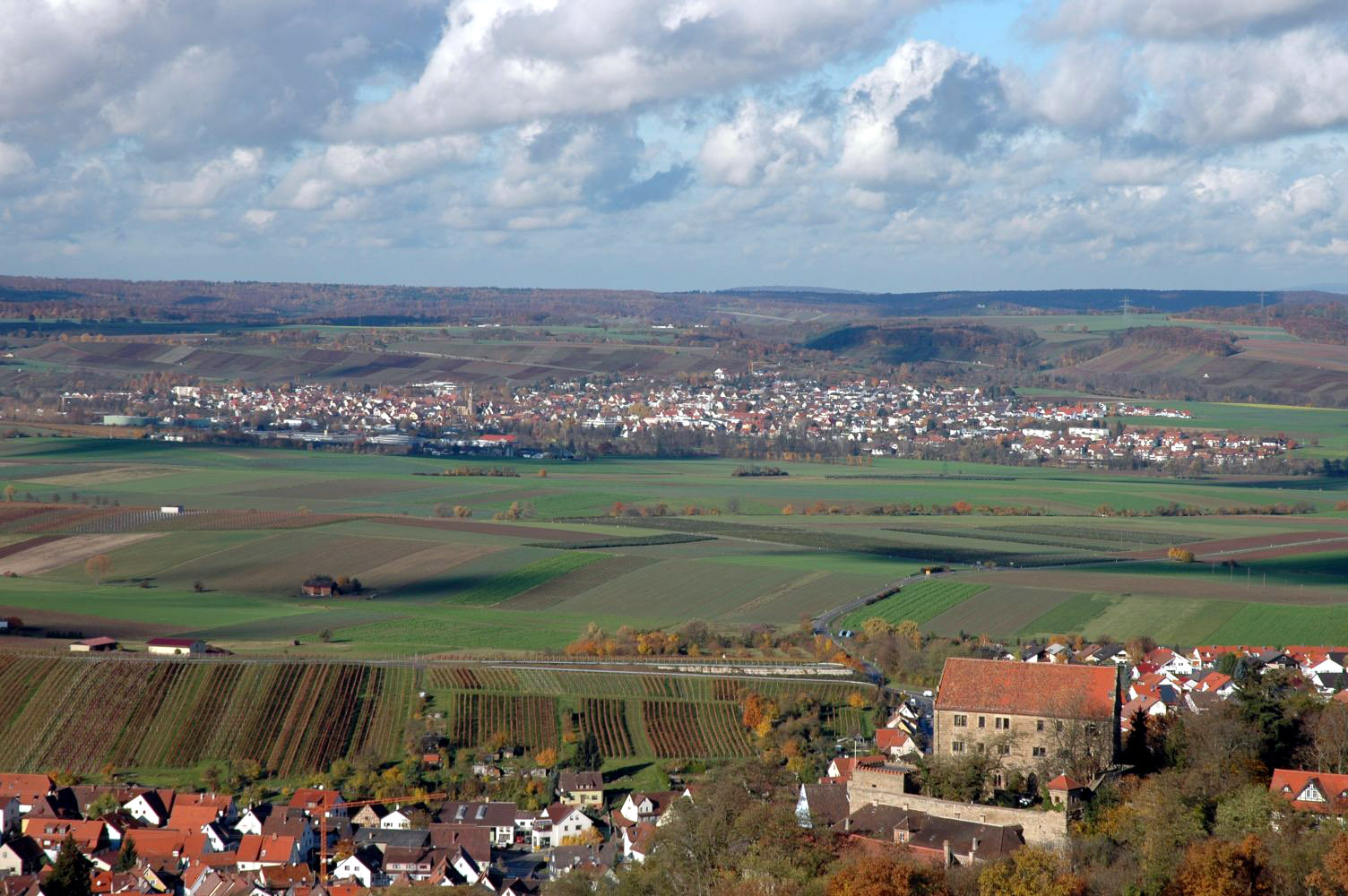
Widok z góry Michaelsberg
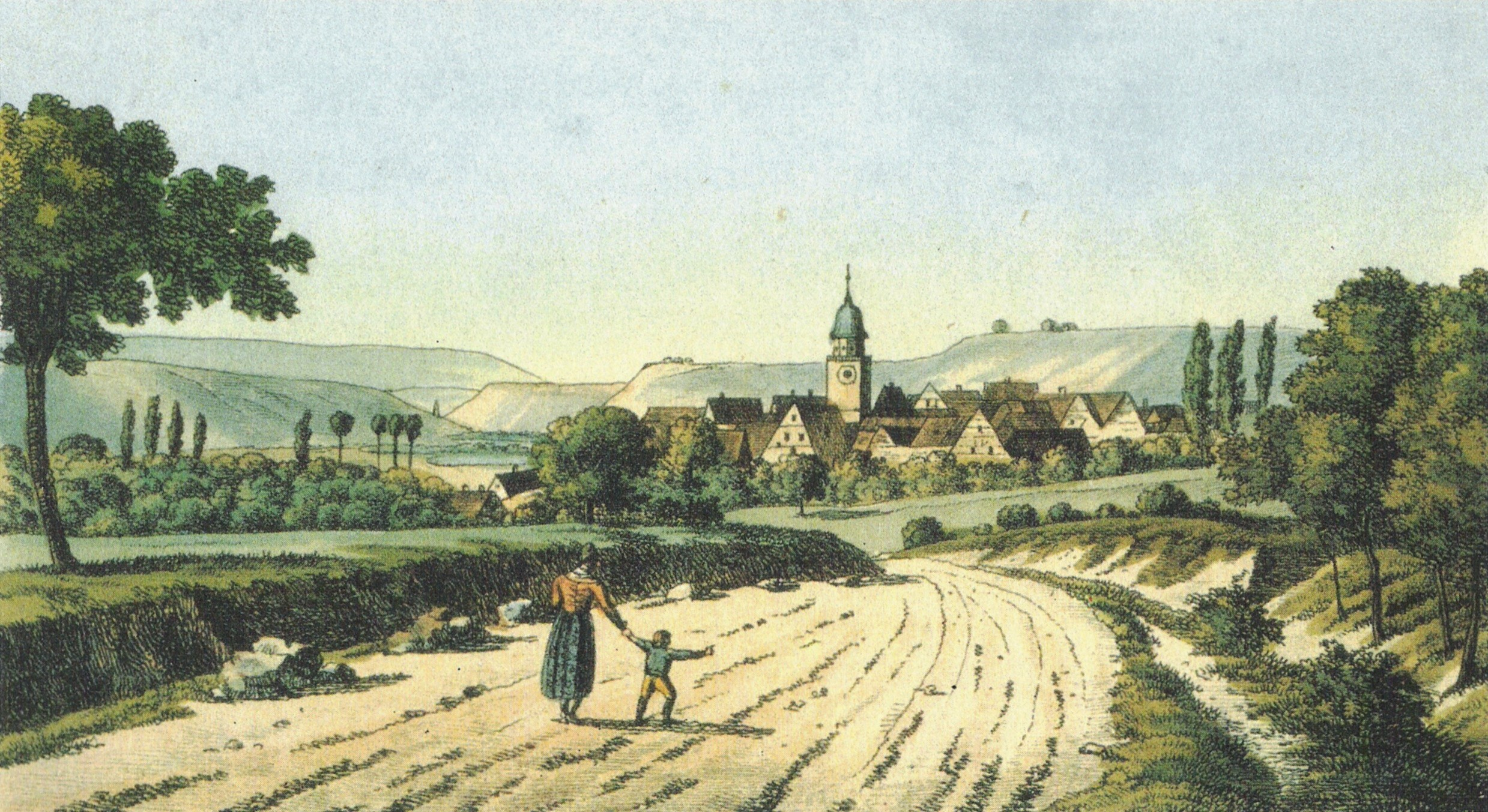
Widok na miasto